# بولشوي تسارين (كالميكيجا)
بولشوي تسارين (بالروسية: Большой Царын) هي مدينة في جمهورية كالميكيا في روسيا.[متى؟]